# 蔡龙云
蔡龙云（1928年11月27日—2015年12月19日），别名神拳大龙，男，山东济宁人，中国武术家，上海体育学院教授，第七屆全國政協委員。

## 作品
- 《武术运动基本训练》
- 《少林寺拳棒阐宗》
- 《五路查拳》

## 家庭
- 父亲：蔡桂勤